# Joulupukki

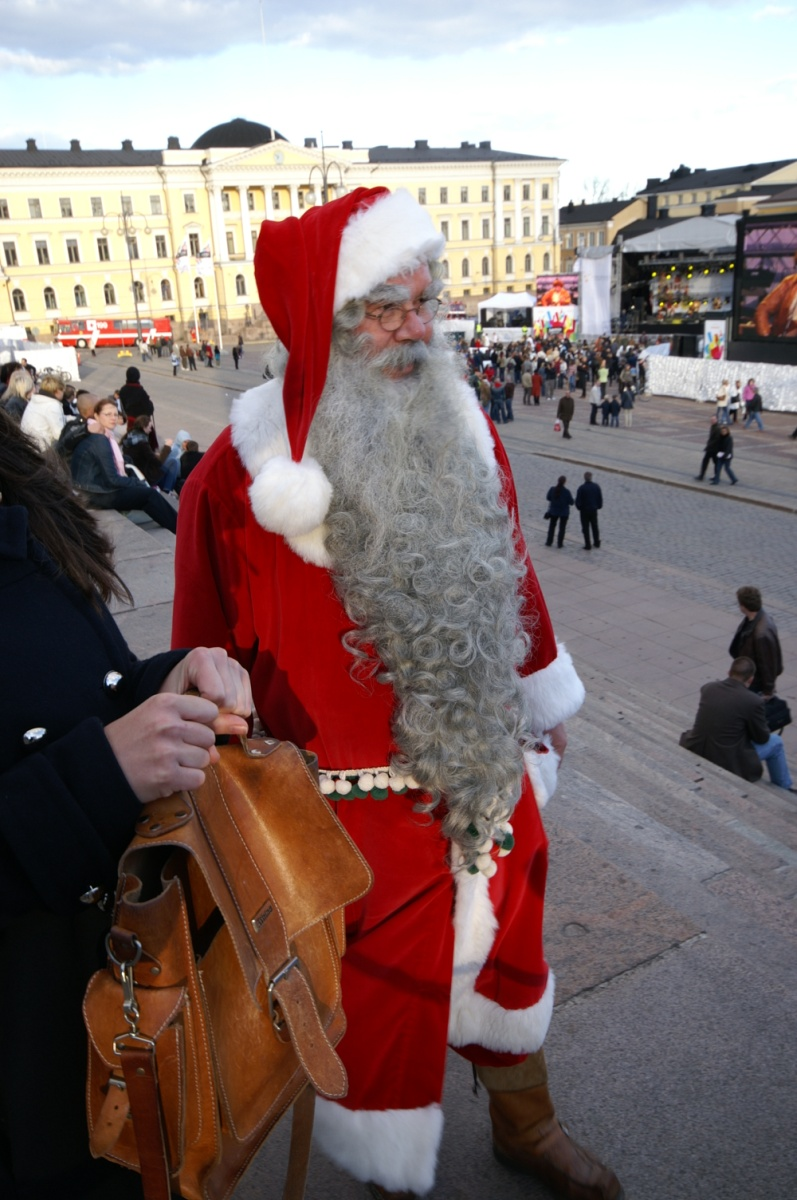
Joulupukki

Joulupukki finn karácsonyi figura (télapó). A „Joulupukki” szó szerint azt jelenti a finn nyelvben, hogy „karácsony kecske” vagy „yule-i kecske”; a „pukki” szó a teuton bock szóból gyökeredzik.

## Története
1927-ben, egy rádióműsorban hangzott el először, miszerint Joulupukki Lappföldön, azon belül Korvatunturin él.
Levélcíme:
Joulupukin Pääposti:

Joulupukin Pajakylä

96930 NAPAPIIRI